# Волтино (Бреша)
Волтино је насеље у Италији у округу Бреша, региону Ломбардија. 
Према процени из 2011. у насељу је живело 220 становника. Насеље се налази на надморској висини од 583 м.